# Episodi di Dalziel and Pascoe (seconda stagione)
Lista degli episodi della seconda stagione della serie televisiva Dalziel and Pascoe.
| N° | Titolo originale   | Titolo italiano | Prima TV UK    | Prima TV Italia |
| -- | ------------------ | --------------- | -------------- | --------------- |
| 1  | Ruling Passion     |                 | 14 giugno 1997 |                 |
| 2  | A Killing Kindness |                 | 21 giugno 1997 |                 |
| 3  | Deadheads          |                 | 28 giugno 1997 |                 |
| 4  | Exit Lines         |                 | 12 luglio 1997 |                 |